# Chevrolet Chevy
Este artículo es sobre el modelo de coche argentino. Para el modelo norteamericano, consulte Chevrolet Nova.
Para el vehículo comercializado con el mismo nombre en México derivado del Opel Corsa, véase Opel Corsa / Chevrolet Chevy.
El Chevrolet Chevy es un automóvil de turismo construido por General Motors de Argentina para la marca Chevrolet, durante las décadas de 1960 y 1970. El coche es un derivado del modelo estadounidense Chevrolet Nova de tercera generación. Su aparición significó la difícil tarea de hacer sombra al Ford Falcon y al IKA Torino, los cuales ya estaban instalados en el mercado y contaban con buena reputación. Fue el coche más popular entre los fanáticos de la marca, porque resultó ser el auto más ganador de la marca en su incursión en el Turismo Carretera. Aún hasta el día de hoy sigue participando tanto en esa categoría, como en categorías zonales y continúa siendo objeto de veneración de sus fanáticos, quienes suelen juntarse y organizar clubes de fanáticos de este modelo y de modelos de la marca Chevrolet.
Su popularidad y veneración por los fanáticos de Chevrolet en Argentina solo se compara con la popularidad que tienen coches como el Chevrolet Opala en Brasil (vehículo que curiosamente se estrenó el mismo año que la Chevy, pero que duró más de dos décadas en línea de producción) y los Chevrolet Corvette y Chevrolet Camaro en Estados Unidos, tratándose de uno de los coches más recordados de la industria automotriz argentina, a pesar de su corta estadía de solo 9 años.

## Historia

### El nombre
En 1968 se lanza en los Estados Unidos el modelo Chevrolet Nova, en el que todos los vehículos llevaban el nombre Chevy II Nova independientemente de su nivel de equipamiento. La insignia Chevy II fue abandonada, convirtiéndose en insignia de Nova para los modelos 1969 hasta 1979. El mismo es un sedan y cupé con carrocería fastback y pensado por GM para competir con el Ford Falcon.
En Argentina, la decisión de renovar la gama de vehículos, ante la baja demanda del Chevrolet 400, fue tomada un año después cuando el Ingeniero Baamonde, encargado del área de estudio de mercado de General Motors, comprobó que se trataba de un coche fiable para el tránsito en el país. Fue así que el 16 de agosto de 1969, se lanzó en la Argentina, el nuevo Chevy, que fue llamado así debido a que el nombre original del auto, Nova, fue asociado con las frases "no va", "no va a andar", "no va más" y "no va ni para atrás" descartándose este nombre ya que era considerado perjudicial para la marca en el mercado.

### Una sucesión de éxitos
El primer Chevy presentado en Argentina denominado STD (estándar) venía con un motor denominado «230», de 229,97ci (3769 cm³) y 2 opciones de potencia, una de 130 hp y otra de 144 hp. Su aparición vino de la mano con el lanzamiento del sistema de seguridad de Chevrolet consistente en una columna de dirección deformable en caso de impactos y luces de emergencia.
En 1970, fue lanzado el Chevy SS. El mismo venía equipado con el motor denominado "250" de 250ci (4097 cm³) y 155 hp. Ese mismo año, la Asociación de Periodistas de la Industria y el Comercio Automotor, eligió al Chevy SS como el “auto del año”. A raíz de ese éxito, se lanzó la Coupé Chevy SS con techo vinílico, motor "250" y caja de 4 velocidades.
En 1971, se lanza la Coupé Chevromatic, una Chevy con caja automática que fue exportada a Chile y Cuba, los primeros países destinatarios. En total fueron exportadas 3000 unidades. Meses más tarde, la Coupé Chevy SS fue galardonada como el Mejor Auto de la Industria Argentina, durante la Expo-Auto '71, desarrollada en Mar del Plata, Buenos Aires.

### El Cimarrón

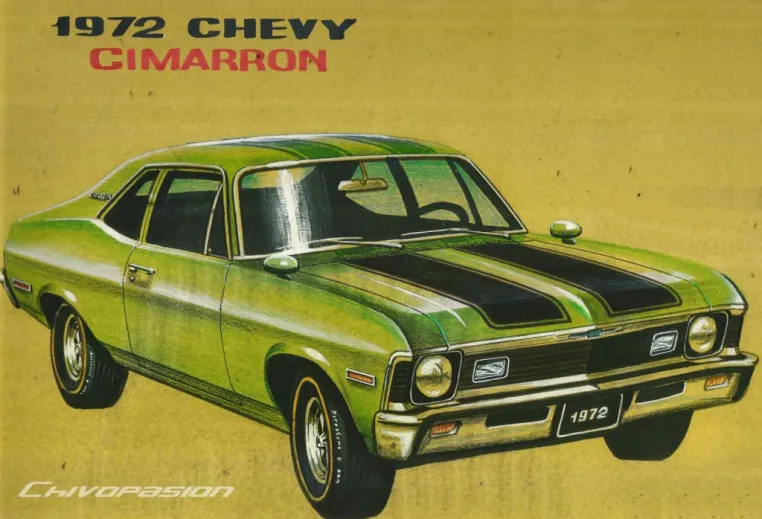
1972 - Chevy Cimarron (concepto).

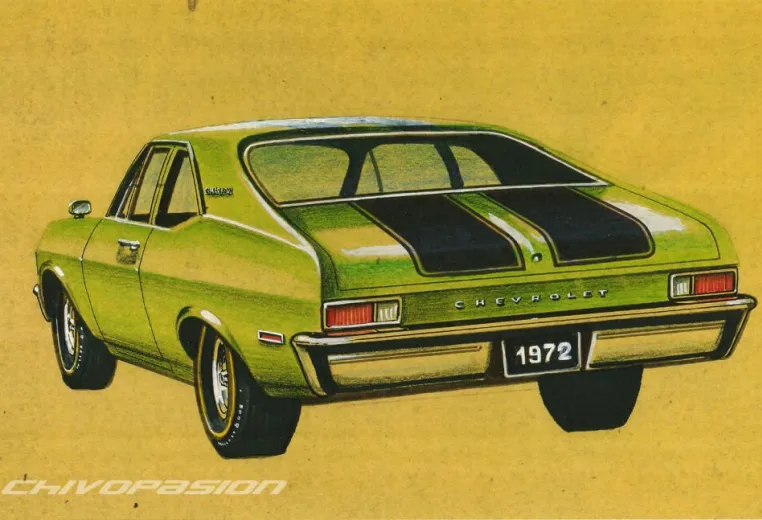
Parte trasera del Cimarron (concepto).

Asimismo, y motivados por los éxitos que acumulaba el modelo en la categoría Turismo Carretera, los usuarios de Chevrolet comenzaron a exigirle a GMA el desarrollo de una versión más agresiva y deportiva del entonces modelo SS. Según el pedido de los usuarios, se buscaba el desarrollo de una unidad de corte más deportivo y con mayores prestaciones a su versión Súper Sport, que refleje en la calle los logros deportivos del auto, por lo que se decidió empezar con el desarrollo mencionado. 
Sin embargo, el principal inconveniente que enfrentaba la General Motors de Argentina fue un recorte de inversiones por parte de la matriz General Motors Corporation desde los inicios del '70, por lo que se descontaba que el desarrollo de un deportivo de altas prestaciones sería rechazado de plano por parte de la filial norteamericana. Por ello, fueron presentadas ideas bajo el título de "desarrollos de bajo costo" para poder recibir el OK de la casa matriz.
El desarrollo del nuevo modelo, se basó sobre una coupé Chevy recién salida de la línea de montaje. Lo primero que se le realizó fue la supresión del vinilo en el techo, pasando este a ser pintado con color carrocería. El único modelo diseñado, fue pintado de color verde militar, siéndole pintadas dos bandas negras que atravesaban longitudinalmente al auto, desde la punta del capó, pasando por el techo, hasta la parte trasera del baúl. El modelo traía equipamientos como llantas deportivas, faros antinieblas ubicados en el paragolpes delantero y hasta se habían desarrollado unos espejos retrovisores especiales, que fueron ubicados sobre los costados de la trompa del vehículo. Faltaba el nombre con el cual iba a ser conocido este modelo especial, por lo que se pensó primeramente denominarlo con el término Matador, sin embargo el mismo fue rechazado debido a que se lo asociaría y en mucha medida a los accidentes de tránsito, por lo que se decidió buscar otro nombre que refleje en el pensamiento de la gente su espíritu rabioso, por tal motivo el proyecto sería bautizado finalmente como Cimarrón.
Sin embargo, cuando todo estaba preparado para que el coche sea presentado y producido, la gerencia de la compañía rechazó completamente de plano este proyecto, por lo que el coche debió volver a línea de montaje, para ser rediseñado. Para colmo de males, los espejos retrovisores que habían salido de los planos de diseño de la General Motors, finalmente terminaron en poder de su eterna rival Ford, que buscando un diseño de retrovisores que puedan darle a su modelo Ford Falcon un toque deportivo distintivo, descubrió estos retrovisores en los catálogos de la empresa Fitam que los había fabricado a pedido de GM y conservaba un pequeño remanente salido del fallido desarrollo. Tras ponerse en contacto con Fitam, Ford Motor Argentina le terminaría comprando a General Motors de Argentina el diseño de estos retrovisores que finalmente se convertirían en un sello característico del modelo Ford Falcon Sprint.
A pesar de este veto, General Motors de Argentina no se quedaría de brazos cruzados y continuaría con el desarrollo de ese vehículo que reúna los atributos de un coche de lujo, con uno deportivo. La demanda de los usuarios, finalmente sería escuchada y la conjunción de estos atributos, terminarían teniendo respuesta en el año 1972 con la aparición del Chevy Serie 2.

### Chevy "Serie 2"
Luego de este galardón, General Motors intentó darle un aire más deportivo a su coupé, que originalmente era ofrecida hasta con techo vinílico. La idea se hizo realidad en 1972 cuando se presentó una versión mejorada de la Coupé Chevy: La Chevy Serie 2. La misma se trataba de una cupé preparada como un verdadero coche deportivo, pero que poseía la comodidad interior de un coche de lujo. Un comercial de varios años después mostraba a un hombre que por un lado conducía un Chevy a alta velocidad, mientras que por el otro disfrutaba de un paseo a bordo de un Chevy de lujo, reforzándo el concepto. La consigna de esta campaña fue, que todo hombre sueña con dos autos: Un deportivo y uno de lujo.
En 1973, aparece un prototipo del Chevy, reformado a pedido por la agencia oficial Chevrolet «Grandío y López». El mismo fue llamado Chevrón. Se trataba de una cupé reformada en su trompa y su cola de una manera agresiva. La trompa diseñada en forma de pala, llevaba una parrilla nueva, donde se alojaban la insignia «SS 250» y unos nuevos faros derivados de los Dodge Polara. En la cola del coche, se reformó la terminación del baúl, donde le acoplaron un alerón. Su mecánica era la misma de la Cupé, solo que fue reformada su relación de compresión que de 8,5:1 pasó a 9:1. Al estar tan bien construido, General Motors decidió otorgarle garantía de fábrica como si fuese un coche de serie salido de su fábrica. Parte de las mejoras mecànicas de este vehículo fueron luego capitalizadas por la fábrica para presentar su Coupé Serie 2.
Entre fines del 1973 y principios 1974, se presentó una nueva gama de la Coupé Serie 2, la cual presentaba un nuevo diseño en sus franjas distintivas, que recorrían la cintura del coche de extremo a extremo. Un nuevo diseño llegó en 1977, llevando las líneas hacia la parte inferior de las puertas pasando sobre la parte superior de los guardabarros, y llevando el logotipo «Serie 2» al costado de los mismos. Su mecánica seguía siendo la misma desde 1973, portando un motor «250 plus» con Carburador Holley RX 7214-A doble boca, otorgando una potencia de 175 hp (131 kW) acoplado a una caja manual de 4 velocidades.

### Chevy Malibú

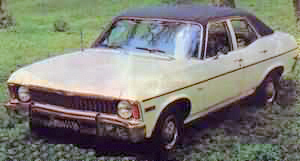
1974 - Chevy Malibú.

En 1974, se decidió la finalización de la producción del Chevrolet 400, cuya cifra total fue de 93000 coches fabricados. En su reemplazo por completo y para reemplazo también de las anteriores versiones sedan de Chevy, se lanza el Chevy Malibú, que era un Chevy sedan 4 puertas con motor "250" equipado con un Carburador Holley RX 7214-A doble boca, que erogaba 155 hp de potencia. Todo venía acoplado a dos opciones de caja, la Chevromatic, automática o la Saginaw, manual de 4 velocidades. Con esta decisión, se apostaba todo al Chevy como coche insignia de la marca.

### El final
En 1978, fue relanzado el nuevo diseño del Chevy, para hacer frente a la competencia que había incorporado muchos materiales de mejor calidad. Para ello se promociona a la nueva gama modelo 1978 con un aviso televisivo en el cual se hacía una equiparación entre los modelos y una orquesta de música clásica, asignándole a cada auto un instrumento, y a toda la gama del año se la llamaba en ese anuncio como Opus 78, siendo por esto que a esos modelos se los conoce como "opus" por la gente, aunque no es ni nombre oficial, no tiene emblema ni logo identificatorio como tal, y en el mismo sentido en la documentación legal de los vehículos el nombre es "Super" (el modelo base) "Malibú" el modelo más equipado y "Serie 2" el modelo cupé. De todas maneras los cambios son importantes, y agregaban los adelantos de la época (aire acondicionado integral, antena eléctrica, tapizados símil-cuero, rediseño interior de tablero y butacas, nuevos colores combinados de pinturas, etc. Solo se comercializó hasta agosto de ese año, mes en el cual la empresa GM de Argentina anuncia el cierre de sus plantas en Argentina, debido a crisis económicas internas por las bajas ventas de sus modelos, que dejó a la GM en una débil situación económica para afrontar la inversión para presentar nuevos productos. Otra situación influyente fue la política gubernamental (tanto del gobierno de facto como el Proceso de Reorganización Nacional) de elegir a Ford como proveedor del Estado para las fuerzas de seguridad y para las reparticiones estatales, lo que dejó a GM sin la posibilidad de mejorar sus ventas y economía al ser desechada como proveedora estatal.
En total, entre cupés y sedanes, se fabricaron 65970 Chevys hasta hoy en día, es el automóvil más querido por los fanáticos de la marca, que lo hicieron objeto de veneración. Es seguido en cada competencia del Turismo Carretera por sus simpatizantes que a lo largo de los años se emocionaron con sus triunfos y campeonatos. Fueron ganadores con la Chevy, el "Nene" Néstor García Veiga, Carlos Marincovich, Francisco Espinosa, Roberto Mouras, Osvaldo Morresi, Emilio Satriano, Luis Rubén di Palma, Juan María Traverso, Luis Minervino, Marcos Di Palma, Fabián Acuña, Guillermo Ortelli y Christian Ledesma entre otros. A lo largo de la historia, Chevrolet tiene 22 títulos ganados en TC. El Chevy es el modelo más exitoso con 18 campeonatos ganados. Lo siguen la cupé Chevrolet Master de los años 30/40, con 3 títulos y el prototipo Fast-Chevrolet (conocido por su seudónimo "Trueno Naranja"), con 1 título. Asimismo, fue la única marca que consiguió por lo menos un título en cada una de las etapas de vida del Turismo Carretera: 3 en la etapa de los automóviles de gran porte, 1 en la etapa de los Sport Prototipo y 18 en la de los coches compactos.

## Motorizaciones
| Modelo             | Motor | Tipo motor              | Capacidad         | Potencia        |
| ------------------ | ----- | ----------------------- | ----------------- | --------------- |
| Chevy Sedán STD    | 230   | Seis cilindros en línea | 3,8 l (230 plgs³) | 130 HP o 144 HP |
| Chevy SS           | 250   | Seis cilindros en línea | 4,1 l (250 plgs³) | 155 HP          |
| Cupé Chevy Serie 2 | 250   | Seis cilindros en línea | 4,1 l (250 plgs³) | 170 HP          |

## Chevrolet Chevy en Turismo Carretera

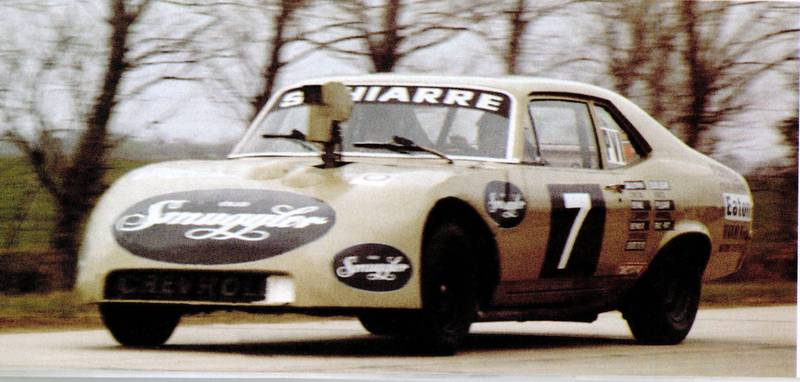
Chevrolet Chevy de 1976, conocido como El 7 de Oro. Con Roberto Mouras al volante, estableció un récord de 6 victorias consecutivas.

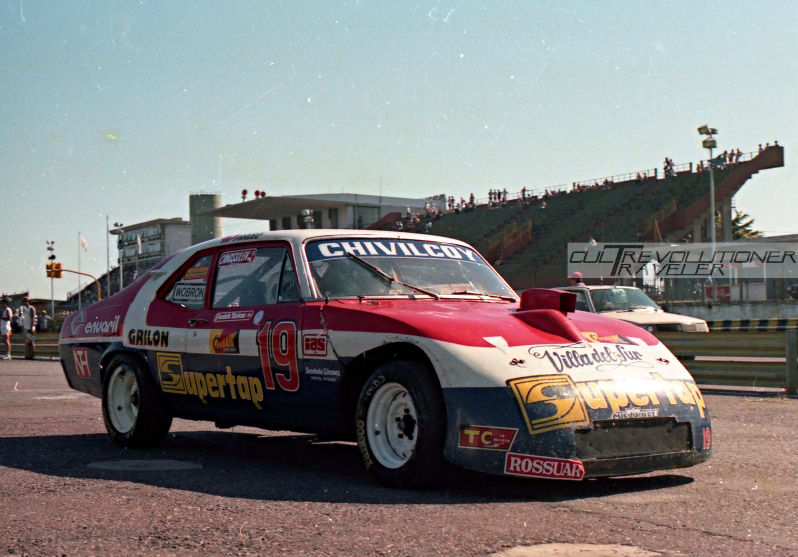
Chevrolet Chevy de Turismo Carretera, piloteado por Roberto Urretavizcaya en 1987.

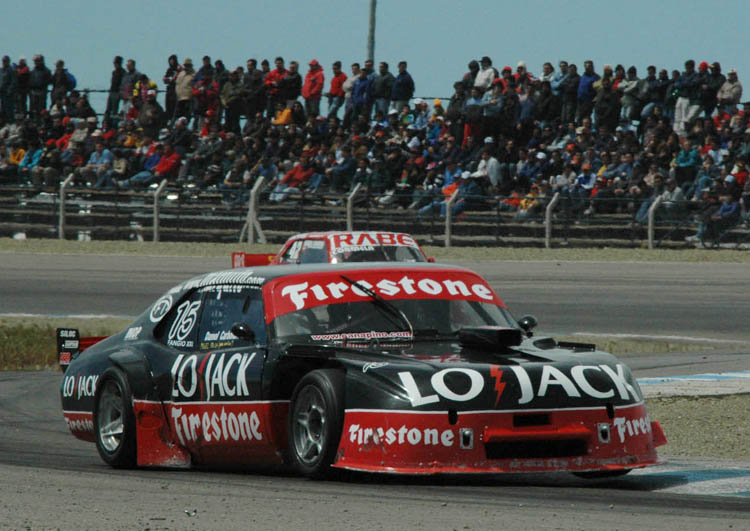
Chevrolet Chevy de Turismo Carretera, piloteado por Marcos Di Palma en 2008.

En Argentina, el Chevrolet Chevy fue presentado en el año 1969, siendo un derivado del Chevrolet Nova estadounidense de tercera generación. Sin embargo, recién en 1971 recibió la homologación para participar en la categoría nacional de automovilismo Turismo Carretera. En aquellos años, los usuarios y representantes de la marca Chevrolet utilizaban el sedán Chevrolet 400, derivado de la primera generación del Nova y presentado en 1962 y al cual el Chevy terminaría sustituyendo como vehículo insignia de la marca. El estreno tuvo lugar en 1971 de la mano del equipo oficial de la Comisión Deportiva de Concesionarios General Motors (CDCGM) y estaba integrado por Néstor Jesús García Veiga y Mauricio "Marito" García, con preparación directa del Departamento de Competición de General Motors de Argentina, a cargo del ingeniero Ricardo Félix Joseph. El modelo presentado en esa oportunidad, fue la versión Súper Sport (SS) de 4 puertas y su primera victoria tuvo lugar el 18 de abril de 1971, en la Vuelta de Salta con García Veiga al volante. Tal logro, fue el primer triunfo del modelo Chevy en el Turismo Carretera.
Sin embargo, pesar de esta presentación triunfal, se produjo un cambio que terminó repercutiendo en la historia de la marca en el TC. Previamente, en 1970 había sido lanzada al mercado la versión Coupé Chevy, la cual finalmente consiguió en 1972 su homologación para el TC, luego de alcanzar el mínimo de producción impuesto para dicha reglamentación. En ese sentido y al igual que su homólogo sedán, la coupé fue estrenada y ya en su primera temporada, obtuvo su primer triunfo. Con una unidad piloteada por Carlos Marincovich y preparada por Jorge Pedersoli y Omar Wilke, la Coupé Chevy fue estrenada el 9 de abril de 1971 en el semipermanente de Pergamino y obtuvo su primera victoria el 9 de julio de ese mismo año, en la 14.ª Vuelta de Chacabuco. A partir de allí, la versión coupé pasó a convertirse en el buque insignia de la marca Chevrolet en la categoría.
La preferencia de los pilotos y representantes de esta marca por este automóvil fue tal, a pesar de no verse favorecidos por el reglamento por el cual el Turismo Carretera fijó como tope de cilindrada los 3000 cm3, siendo que General Motors de Argentina no contaba con impulsores con esa cilindrada de fábrica. Aun así, la Coupé Chevy tuvo espacio para establecer un hito hasta el momento, inquebrantable. Fue en 1976, cuando al comando de una unidad conocida como "El 7 de Oro", preparada por la dupla Pedersoli-Wilke, el piloto Roberto Mouras estableció una marca de 6 victorias consecutivas, al imponerse en las competencias corridas en Bahía Blanca, Laboulaye, San Miguel del Monte y Olavarría, estas dos últimas por partida doble. Sin embargo, a pesar de esta espectacular cosecha, Mouras no consiguió redondear buenos resultados a final de temporada, quedándose con el subcampeonato y a las puertas de lograr el primer título para el modelo. A pesar de ello, la confianza en este modelo nunca se perdió, aún después del cierre de las factorías de General Motors en 1978. Y el campeonato que se había negado en 1976 terminaría llegando unos años después de aquella partida, cuando por un conflicto entre autoridades del automovilismo nacional, el calendario de 1979 debió extenderse hasta la mitad de 1980, lo que terminaría beneficiando a Francisco Espinosa, quien se terminó proclamando campeón al comando de una unidad, también preparada por la dupla Pedersoli-Wilke, constituyéndose en el primer título del modelo Chevy en el Turismo Carretera.
Con el paso del tiempo y al igual que sus rivales tradicionales (Falcon, Dodge y Torino), el Chevy continuó compitiendo dentro del Turismo Carretera, aún después de haber sido discontinuada su producción. Durante los años siguientes, comenzaron a destacarse nuevos nombres al comando de estas unidades, como los múltiples campeones Juan María Traverso, Guillermo Ortelli o Agustín Canapino, u otros como Osvaldo Morresi, Emilio Satriano, Christian Ledesma o Marcos Di Palma. 
Asimismo, al recambio generacional de pilotos, también le sobrevinieron distintas evoluciones desde lo técnico, pasando de la utilización de carrocerías originales de fábrica a la implementación de siluetas que imitan sus rasgos de diseño. En este aspecto, en 1998 el Chevy fue protagonista de un nuevo hito que cambió el modo de fabricar automóviles para el Turismo Carretera. En esa temporada, Guillermo Ortelli se consagraba por primera vez campeón de TC, con una unidad que presentaba un estilo revolucionario de construcción, implementado por el chasista Alberto Canapino: El de la fabricación previa de la jaula antivuelco y el posterior revestimiento con la carrocería de la unidad. Las evoluciones pasaron también en la faz de lo mecánico, ya que tras haber utilizado desde sus inicios los motores varilleros de 6 cilindros en línea y cajas manuales de 4 velocidades, en la actualidad las unidades basadas en la Coupé Chevy de TC, son avanzados prototipos de carreras equipados con motores SOHC de 24 válvulas y árbol de levas a la cabeza, construidos por Jorge Pedersoli y desarrollados por Oreste Berta, acoplados a cajas semiautomáticas de 5 velocidades. Todo este conjunto es montado sobre una moderna estructura tubular, construida por la firma Talleres Jakos, con homologaciones y parámetros técnicos fijados por la Asociación Corredores de Turismo Carretera. Asimismo, la implementación de la producción artesanal, ha garantizado la producción de réplicas de carrocerías, en sustitución de las carrocerías fabricadas hasta 1978.

### Títulos obtenidos en las distintas divisiones de ACTC
| Turismo Carretera | Turismo Carretera | Turismo Carretera   |
| #                 | Temporada         | Piloto              |
| ----------------- | ----------------- | ------------------- |
| 1                 | 1979-1980         | Francisco Espinosa  |
| 2                 | 1990              | Emilio Satriano     |
| 3                 | 1995              | Juan María Traverso |
| 4                 | 1996              | Juan María Traverso |
| 5                 | 1997              | Juan María Traverso |
| 6                 | 1998              | Guillermo Ortelli   |
| 7                 | 2000              | Guillermo Ortelli   |
| 8                 | 2001              | Guillermo Ortelli   |
| 9                 | 2002              | Guillermo Ortelli   |
| 10                | 2007              | Christian Ledesma   |
| 11                | 2008              | Guillermo Ortelli   |
| 12                | 2010              | Agustín Canapino    |
| 13                | 2011              | Guillermo Ortelli   |
| 14                | 2014              | Matías Rossi        |
| 15                | 2016              | Guillermo Ortelli   |
| 16                | 2017              | Agustín Canapino    |
| 17                | 2018              | Agustín Canapino    |
| 18                | 2019              | Agustín Canapino    |
| TC Pista          |                   |                     |
| 1                 | 1998              | Roberto Rivas       |
| 2                 | 2000              | Alejandro Ramón     |
| 3                 | 2008              | Agustín Canapino    |
| 4                 | 2009              | Tomás Urretavizcaya |
| 5                 | 2014              | Camilo Echevarria   |
| 6                 | 2019              | Diego Ciantini      |
| 7                 | 2023              | Tobías Martínez     |
| 8                 | 2024              | José Hernán Palazzo |
| TC Mouras         |                   |                     |
| 1                 | 2006              | Federico Alonso     |
| 2                 | 2010              | Pedro Gentile       |
| 3                 | 2011              | Gastón Crusitta     |
| 4                 | 2012              | Juan José Ebarlín   |
| 5                 | 2014              | Pedro Gentile       |
| 6                 | 2015              | Julián Santero      |
| 7                 | 2017              | Facundo Della Motta |
| 8                 | 2022              | Rudi Bundziak       |
| 9                 | 2024              | Gastón Iansa        |
| TC Pista Mouras   |                   |                     |
| 1                 | 2008              | Matías Devoto       |
| 2                 | 2012              | Augusto Carinelli   |
| 3                 | 2020              | Tobías Martínez     |
| 4                 | 2023              | Gastón Iansa        |

### Otras categorías nacionales donde el Chevy fue campeón
| Stock Car Argentino    | Stock Car Argentino | Stock Car Argentino  |
| #                      | Temporada           | Piloto               |
| ---------------------- | ------------------- | -------------------- |
| 1                      | 1986                | Roberto Nowak        |
| 2                      | 1987                | "Hermanos Puglia"    |
| 3                      | 1988                | "Hermanos Puglia"    |
| 4                      | 1989                | "Hermanos Puglia"    |
| Supercart              |                     |                      |
| #                      | Temporada           | Piloto               |
| 1                      | 1991                | Rubén Bulla          |
| 2                      | 1994                | Horacio Paolucci     |
| 3                      | 1999                | Gustavo Doce Portas  |
| Turismo 4000 Argentino |                     |                      |
| #                      | Temporada           | Piloto               |
| 1                      | 2000                | Gustavo Doce Portas  |
| 2                      | 2001                | Darío Laccette       |
| 3                      | 2005                | Oscar Sánchez        |
| 4                      | 2006                | Daniel Misiano       |
| 5                      | 2007                | Máximo Tonlorenzi    |
| 6                      | 2009                | Roberto Arrausi      |
| 7                      | 2010                | Roberto Arrausi      |
| 8                      | 2011                | Roberto Arrausi      |
| 9                      | 2012                | Roberto Arrausi      |
| 10                     | 2013                | Christian Iván Ramos |
| 11                     | 2015                | Mauricio Selva       |
| 12                     | 2016                | Mauricio Selva       |
| 13                     | 2017                | Lucas Granja         |
| 14                     | 2019                | Emmanuel Pérez Bravo |
| 15                     | 2021                | Emmanuel Pérez Bravo |

### Otros títulos de Chevrolet en TC
- Chevrolet Master (3 títulos)
  - 1940: Juan Manuel Fangio
  - 1941: Juan Manuel Fangio
  - 1966: Juan Manuel Bordeu

- Fast-Chevrolet (1 título)
  - 1968: Carlos Alberto Pairetti

### Destacados
- Fue la primera marca que se proclamó campeona de Turismo Carretera con tres modelos diferentes, logrando 3 títulos con el modelo Chevrolet Master (durante la era inicial del TC), 1 título con el prototipo Fast-Chevrolet (durante la era de los sport prototipos del TC) y 18 títulos con el modelo Chevrolet Chevy. Esta marca fue igualada en 2024 por Ford, tras obtener el título de esa temporada con el modelo Mustang Mach I, que se sumó a los obtenidos con los modelos Ford V8 y Falcon.
- Fue la precursora de la era de los autos compactos al presentar el prototipo «Chevitú» derivado del Chevrolet II/Nova norteamericano de primera generación.
- El prototipo de carreras Trueno Naranja, fue el segundo coche de la categoría Sport Prototipo, en salir campeón de TC. Su chasis era un reticulado artesanal de caños, pero su motor era un Chevrolet de 250 pulgadas cúbicas.
- En 1976, Roberto Mouras estableció una marca personal de 6 triunfos obtenidos de manera consecutiva, al comando de su Chevrolet conocido como El 7 de Oro. Esta marca sigue vigente hasta el día de hoy.
- Con siete títulos obtenidos (1998, 2000, 2001, 2002, 2008, 2011, 2016) Guillermo Ortelli es el máximo campeón de la marca en el Turismo Carretera, ubicándose en el segundo lugar de la tabla general de máximos campeones del TC, a dos títulos del máximo campeón Juan Gálvez (9).